# حافلة لندن رقم 13
حافلة لندن رقم 13 إحدى حافلات شبكة نقليات وحافلات لندن ذات الطابقين. تمر هذه الحافلة عبر معالم لندنية هامة مثل ميدان بيكاديللي وميدان أكسفورد. تبدأ رحلتها من جولدرز غرين وتنتهي في ألدويتش. يقوم على خدمة هذا الخط 20 حافلة يحملون الرقم نفسه بحيث تتواتر الحافلات الواحدة إثر الأخرى بفارق 7 إلى 8 دقائق فقط. تقوم شركة ترانسديف بتشغيل هذا الخط ومجموعة أخرى من خطوط حافلات لندن. وهي شركة فرنسية تعمل على إدارة مجموعات مختلفة من وسائل النقل.

## وصلات خارجية
- نقليات لندن
- خارطة مسار حافلات لندن
- مسار حافلات لندن
- (PDF) البرنامج الكامل